# Charaxes infernus
Charaxes infernus är en fjärilsart som beskrevs av Rothschild 1903. Charaxes infernus ingår i släktet Charaxes och familjen praktfjärilar. Inga underarter finns listade i Catalogue of Life.